# Blanche Yurka
Blanch Yurka, nata Blanch Jurka (Saint Paul, 1887 – New York, 6 giugno 1974), è stata un'attrice statunitense.

## Filmografia parziale

### Cinema
- Le due città (A Tale of Two Cities), regia di Jack Conway (1935)
- Incontro senza domani (Escape), regia di Mervyn LeRoy (1940)
- La città del peccato (City for Conquest), regia di Anatole Litvak (1940)
- Signora per una notte (Lady for a Night), regia di Leigh Jason (1942)
- Prigioniera di un segreto (Keeper of the Flame), regia di George Cukor (1942)
- La morte viene dall'ombra (A Night to Remember), regia di Richard Wallace (1942)
- Il pazzo di Hitler (Hitler's Madman), regia di Douglas Sirk (1943)
- Bernadette (The Song of Bernadette), regia di Henry King (1943)
- Il ponte di San Luis Rey (The Bridge of San Luis Rey), regia di Rowland V. Lee (1944)
- L'uomo del Sud (The Southerner), regia di Jean Renoir (1945)
- Il 13 non risponde (13 Rue Madeleine), regia di Henry Hathaway (1947)
- La fiamma (The Flame), regia di John H. Auer (1947)
- Le furie (The Furies), regia di Anthony Mann (1950)
- I figli dei moschettieri (At Sword's Point), regia di Lewis Allen (1952)
- Lampi nel sole (Thunder in the Sun), regia di Russell Rouse (1959)

### Televisione
- The Philip Morris Playhouse – serie TV, episodio 1x03 (1953)

## Doppiatrici italiane
- Lola Braccini in Le due città, La città del peccato, Le furie
- Wanda Capodaglio in Bernadette
- Maria Saccenti in I figli dei moschettieri